# Cattleya guttata
Cattleya guttata ("the spotted Cattley orchid") là một bifoliate Cattleya loài phong lan. Số nhiễm sắc thể lưỡng bội của C. guttata là 2n = 40.

## Hình ảnh

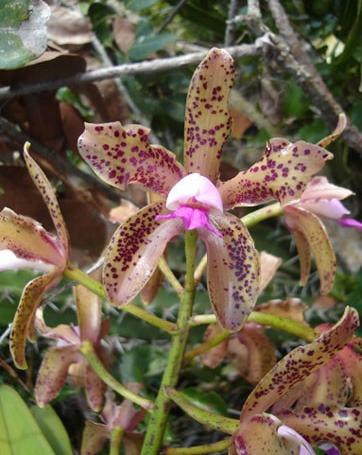
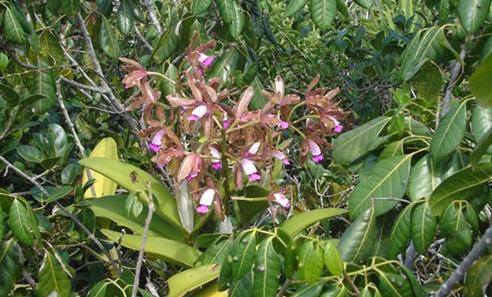
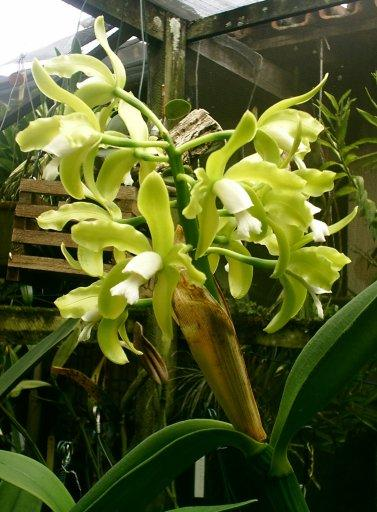
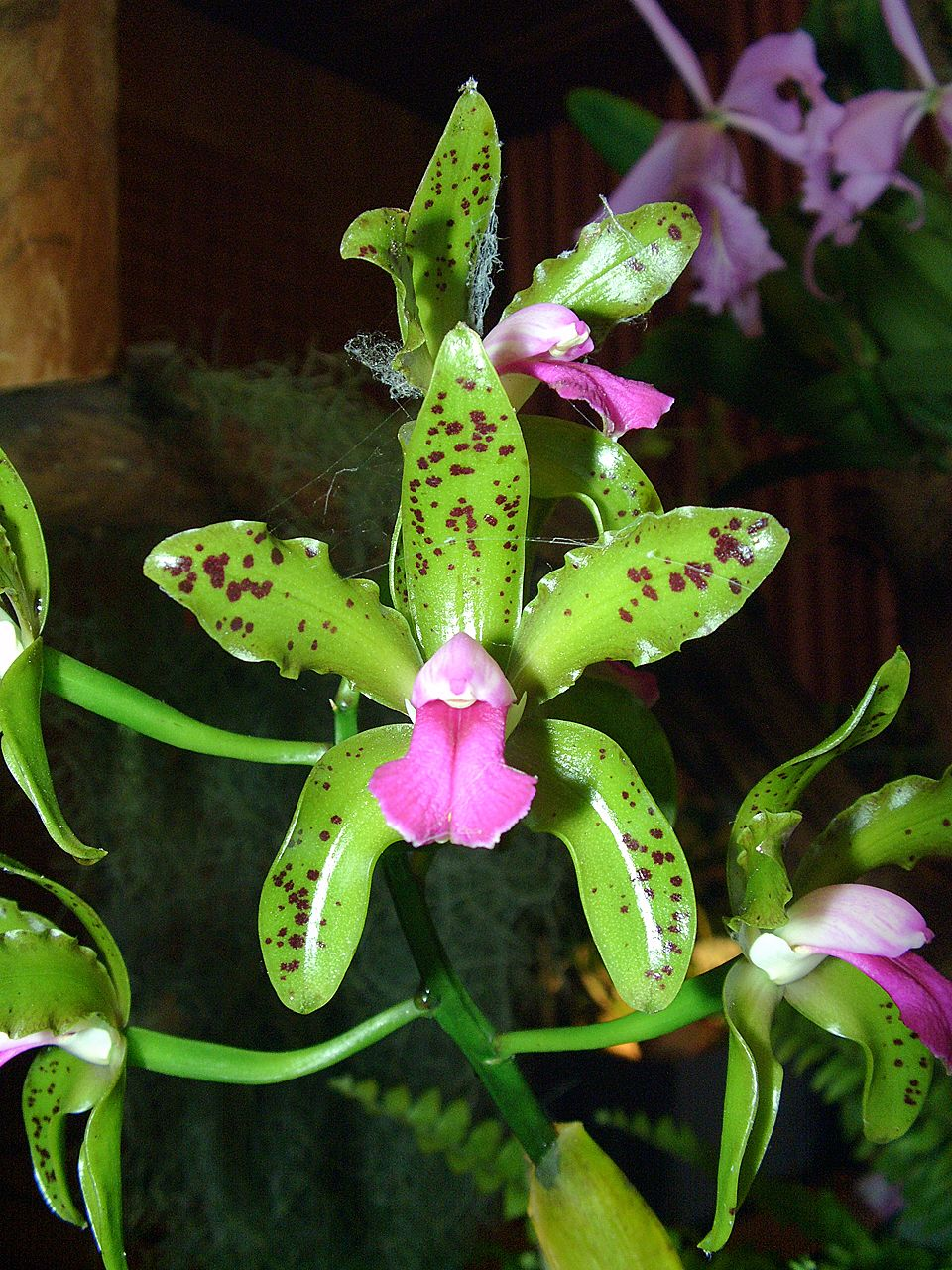